# Kanton Champs-sur-Tarentaine-Marchal
Der Kanton Champs-sur-Tarentaine-Marchal war von 1790 bis 2015 ein französischer Wahlkreis im Département Cantal und in der damaligen Region Auvergne. Er umfasste vier Gemeinden im Arrondissement Mauriac; sein Hauptort (frz.: chef-lieu) war Champs-sur-Tarentaine-Marchal.

## Geschichte
Der Kanton wurde am 4. März 1790 im Zuge der Einrichtung der Départements als Teil des damaligen „District de Mauriac“ gegründet. Mit der Schaffung der Arrondissements am 17. Februar 1800 wurde der Kanton dem Arrondissement Mauriac zugeordnet und neu zugeschnitten. Die landesweiten Änderungen in der Zusammensetzung der Kantone brachten im März 2015 schließlich seine Auflösung.

## Gemeinden
| Gemeinde                      | Einwohner (Stand: 2022) | Code postal | Code Insee |
| ----------------------------- | ----------------------- | ----------- | ---------- |
| Beaulieu                      | 84                      | 15270       | 15020      |
| Champs-sur-Tarentaine-Marchal | 1028                    | 15270       | 15038      |
| Lanobre                       | 1350                    | 15270       | 15092      |
| Trémouille                    | 169                     | 15270       | 15240      |